# Kesun fusus
Kesun fusus är en ringmaskart som beskrevs av Chamberlin 1919. Kesun fusus ingår i släktet Kesun och familjen Opheliidae. Inga underarter finns listade i Catalogue of Life.